# Davide Bellomo
 (novembre 2022).
Pour les articles homonymes, voir Bellomo.
Davide Bellomo, né le 18 février 1970 à Ascoli Piceno (Italie), est un avocat et homme politique italien.

## Biographie
Davide Bellomo est le fils de Michele Bellomo, président de la région des Pouilles de 1990 à 1992.
En 2019, il est candidat à la mairie de Bari, mais renonce au profit de la Ligue du Nord dont il devient membre peu après. 
Le 25 septembre 2022, il est élu député des Pouilles.